# 薩波蒂略縣
4°23′S 80°15′W / 4.383°S 80.250°W
薩波蒂略縣（西班牙語：Cantón Zapotillo），是厄瓜多爾的縣份，位於該國南部，由洛哈省負責管轄，面積1,238平方公里，海拔高度325米，2001年人口10,940，人口密度每平方公里8.84人。